# Tandemhohlladung

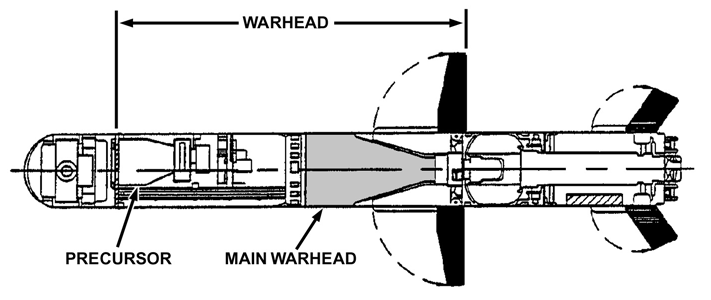
Gefechtskopf mit Tandemhohlladung der Javelin, Flugrichtung nach links

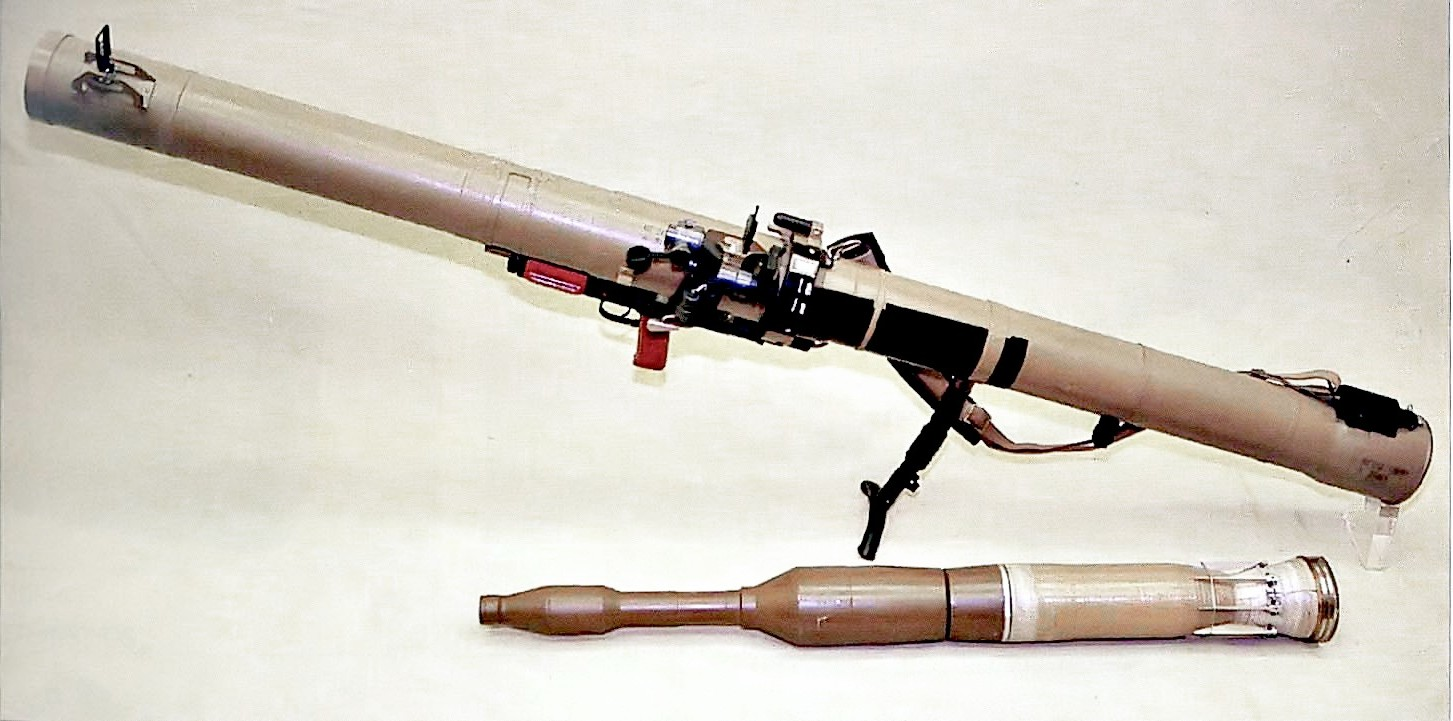
RPG-29 mit Gefechtsgranate PG-29 W (Flugrichtung nach links)

Eine Tandemhohlladung wird als Sprengkopf kleiner Raketen verwendet, um mit Reaktivpanzerung ausgerüstete Panzerfahrzeuge anzugreifen. Im Gegensatz zur normalen Hohlladung besitzt die Tandemhohlladung zwei Hohlladungen hintereinander. Die vordere, kleinere Hohlladung bringt die Reaktivpanzerung zur Explosion und verhindert so, dass die Wirkung der zweiten, größeren Hohlladung geschwächt wird.
Auch die deutsche Panzerfaust 3-T sowie die russischen Gefechtsköpfe PG-7VR (für RPG-7) und PG-29V (für RPG-29) funktionieren nach dem Tandemhohlladungsprinzip.